# گوزنچه کوتاه‌قد
گوزنچه کوتاه‌قد (نام علمی: Mazama nana) نام یک گونه از سرده گوزنچه است.